# クランク・コア
クランク・コア (Crunkcore) とは、音楽のジャンルである。
「クランク・ロック」、「スクリーモ-クランク（screamo-crunk）」や「スクランク（scrunk）」と呼ばれる事もある。

## 概要
クランクとエモ・スクリーモ等のロックを融合させた、新しいジャンルである。
多くは白人のアーティストであり、ラッパー単独では無く、バンド形態を持つものが多い。2009年以降のスリー・オー!・スリーやハリウッド・アンデッドの大ヒットにより、後続のバンドが次々とシーンに登場するようになった。

## クランク・コアの代表的バンド
- スリー・オー!・スリー 3OH!3
- ブロークンサイド Brokencyde
- ブリーズ・キャロライナ Breathe Carolina
- ドット・ドット・カーブ  Dot Dot Curve :)
- ファミリー・フォース・ファイブ Family Force 5
- ハリウッド・アンデッド Hollywood Undead
- アイ・セット・マイ・フレンズ・オン・ファイヤー  I Set My Freinds On Fire
- ミリオネアーズ Millionaires